# Dirección General de Planificación y Coordinación Energética
La Dirección General de Planificación y Coordinación Energética (DGPCE) de España es el órgano directivo del Ministerio para la Transición Ecológica y el Reto Demográfico, adscrito a la Secretaría de Estado de Energía, que asume las funciones del Gobierno de la Nación en relación con la energía nuclear, el ahorro y la eficiencia energética, la movilidad sostenible y la planificación, prospectiva, estudios y estadísticas energéticas.

## Historia
La Dirección General se creó por Real Decreto 1009/2023, de 5 de diciembre, que modificó la estructura del Ministerio para la Transición Ecológica y el Reto Demográfico para desgajar parte de las funciones de la Dirección General de Política Energética y Minas, en concreto, las relativas al sector de la energía nuclear y residuos energéticos, y de ahorro y eficiencia energética. Asimismo, su ámbito de responsabilidad se completo con las funciones que hasta entonces tenía la Secretaría de Estado de Energía sobre pobreza energética y asistencia a consumidores, coordinación de la posición de España en el ámbito internacional, la realización de análisis, estudios y estadísticas sobre energía, temas relacionados con movilidad eléctrica y sostenible, y el seguimiento de los avances tecnológicos, así como su impulso, en el ámbito de la energía.
En este sentido, en mayo de 2024 se concretó y desarrolló su estructura, asumiendo la Subdirección General de Energía Nuclear y dos nuevas subdirecciones generales, una para Prospectiva y Estadísticas Energéticas y otra sobre Eficiencia y Acceso a la Energía.

## Funciones
Las funciones de la Dirección General se regulan en el artículo 4 del Real Decreto 503/2024, de 21 de mayo, y son:
1. Asistir a la Secretaría de Estado en el ejercicio de sus funciones, dentro de su ámbito competencial y en coordinación con la Dirección General de Política Energética y Minas.
2. La elaboración de iniciativas normativas y su seguimiento en el marco de las competencias de la Administración General del Estado, en las materias de energía nuclear y uso racional de la energía y eficiencia energética, así como la elaboración de las propuestas necesarias para la adaptación, en su caso, a la normativa de la Unión Europea.
3. La elaboración y tramitación de las autorizaciones de las instalaciones y de los sujetos que operan en el sector nuclear, así como de las instalaciones radioactivas; el control de las obligaciones que les son exigibles; la adopción de los acuerdos de inicio, la instrucción y, en su caso, la resolución de los expedientes sancionadores por las infracciones previstas en la normativa vigente en materia de energía nuclear, cuando sea competencia de la Administración General del Estado.
4. La gestión de los registros administrativos que correspondan a la Administración General del Estado, de acuerdo con la normativa vigente, así como la expedición de certificados sobre su contenido.
5. La formulación de propuestas para la conservación y el ahorro de la energía.
6. La coordinación, propuesta y seguimiento en los ámbitos nacional, europeo e internacional, de las iniciativas y programas en las materias referidas al uso racional de la energía y la eficiencia energética, incluidos sus mecanismos de financiación, así como el seguimiento y la propuesta en relación con las políticas energéticas en el ámbito de las implicaciones ambientales y el desarrollo sostenible de la energía.
7. El análisis y evaluación del impacto de otras políticas públicas en materia de eficiencia energética.
8. La elaboración, seguimiento, coordinación y, en su caso, ejecución de las estrategias y políticas de lucha contra la pobreza energética y el acceso a la energía por los consumidores, especialmente los vulnerables.
9. El impulso, diseño y seguimiento de las actuaciones de comunicación, difusión y formación en el ámbito de la transición energética, en colaboración con el Instituto para la Diversificación y Ahorro de la Energía (IDAE).
10. El seguimiento y control de las actuaciones y planes, tanto técnicos como económicos, en relación con las actividades contempladas en el Plan General de Residuos Radiactivos.
11. El seguimiento de los compromisos internacionales suscritos por el Reino de España, en materia de no proliferación nuclear, protección física de materiales e instalaciones nucleares y responsabilidad civil por daños nucleares.
12. La coordinación y seguimiento de la adaptación a la normativa de la Unión Europea en materia de energía y minas.
13. El cumplimiento, seguimiento, notificación y verificación de los compromisos internacionales suscritos por el Reino de España en el ámbito de las competencias de la Secretaría de Estado.
14. El desarrollo, supervisión y propuesta de planificación y estrategia energética, en el marco del compromiso con la neutralidad climática a largo plazo, así como actualización de la prospectiva energética en función de la evolución de los objetivos nacionales.
15. El seguimiento y análisis de políticas energéticas en el largo plazo.
16. El análisis del desempeño de las políticas, planes e instrumentos puestos en marcha en materia de transición energética.
17. La elaboración, coordinación y análisis de estudios y estadísticas de energía, en coordinación con la Subsecretaría.
18. El análisis de la evolución y seguimiento de los desarrollos tecnológicos de carácter energético, así como la contribución a la definición de la política de investigación, desarrollo tecnológico y demostración dentro del ámbito energético, en colaboración con el Ministerio de Ciencia, Innovación y Universidades.
19. La recepción, seguimiento y elaboración de la información sobre los sectores energéticos, así como de los parámetros que afectan a estos sectores, el estudio, seguimiento y análisis económico y financiero de los mercados energéticos, así como la comparación con los mercados de otros países y el seguimiento de las metodologías de prospectiva energética.
20. La realización de proyecciones de demanda de productos energéticos, el análisis de series de consumo y precios energéticos por sectores y productos energéticos, así como el seguimiento de los indicadores coyunturales y sectoriales energéticos.
21. El seguimiento, notificación y verificación de los compromisos internacionales suscritos por el Reino de España en relación con los Planes Nacionales Integrados de Energía y Clima y la Estrategia de Descarbonización a Largo Plazo.
22. El diseño, ejecución y seguimiento de medidas dirigidas al impulso de la movilidad eléctrica y otros modos y combustibles sostenibles, incluidas las obligaciones comunitarias para el despliegue de la infraestructura de combustibles alternativos, en colaboración con el Ministerio de Transportes y Movilidad Sostenible.
23. La formulación de propuestas para el fomento de la electrificación de la demanda final, con especial atención a los sectores y consumos con un mayor coste de abatimiento de sus emisiones de gases de efecto invernadero.
24. El apoyo a la Secretaría de Estado en el seguimiento y dirección estratégicas e impulso de mecanismos de evaluación y control de eficacia de los organismos dependientes de ésta, en los términos previstos en los artículos 85 y 103.2 de la Ley 40/2015, de 1 de octubre, sin perjuicio de las competencias de la Subsecretaría, a través de la inspección de servicios.
25. El impulso y la gestión de expedientes de gasto, sin perjuicio de las competencias de la Subsecretaría en la materia y en coordinación con ella.
26. La ordenación general del sector nuclear, en los términos de la legislación vigente.
27. Cualesquiera otras relativas a los sectores de la energía nuclear, el ahorro y la eficiencia energética, la movilidad sostenible y la planificación, prospectiva, estudios y estadísticas energéticas que el ordenamiento jurídico atribuya al Departamento y que no estén específicamente asignadas a otros órganos.

## Estructura
La Dirección General se estructura mediante los siguientes órganos directivos, a través de los cuales ejerce sus funciones:
- La Subdirección General de Prospectiva y Estadísticas Energéticas, que ejerce las funciones relacionadas en los puntos 15, 16, 17, 18, 19, 20, 21, 22, 23 y 27 del apartado anterior.
- La Subdirección General de Eficiencia y Acceso a la Energía, que ejerce las funciones relacionadas en los puntos 2, 4, 5, 6, 7, 8, 9, 23, 24 y 27 del apartado anterior, en el ámbito del ahorro y la eficiencia energética.
- La Subdirección General de Energía Nuclear, que ejerce las funciones relacionadas en los puntos 1, 2, 3, 4, 10, 11, 26 y 27 del apartado anterior, en el ámbito del sector de la energía nuclear.
- La División de Coordinación Energética, que ejerce las funciones relacionadas en los párrafos 1, 12, 13, 24 y 25 del apartado 1.

## Titulares
Desde el 27 de agosto de 2024, el director general es Víctor Marcos Morell.